# Lothar Odinius
Lothar Odinius (* 1966 in Aachen) ist ein deutscher Opern- und Konzertsänger (Tenor) und Hochschullehrer.

## Leben
Lothar Odinius erhielt ab 1989 zunächst privaten Gesangsunterricht. Von 1991 bis 1995 studierte er Gesang an der Hochschule der Künste Berlin bei Anke Eggers. Odinius war ab 1993 mehrere Jahre Meisterschüler bei Dietrich Fischer-Dieskau; außerdem waren wichtige Lehrer für ihn Bernd Weikl, Ingrid Bjoner, Alfredo Kraus und Neil Semer (New York).
1995 debütierte Lothar Odinius bei der Schubertiade Vorarlberg in der Titelrolle des Lazarus in Franz Schuberts gleichnamigem Oratorium. Ebenfalls 1995 sang er bei den Bad Hersfelder Festspielen den Pedrillo in Mozarts „Die Entführung aus dem Serail“. Infolge des Erfolgs dieser Auftritte wurde Odinius noch in demselben Jahr als Opernensemble-Mitglied des Staatstheaters Braunschweig engagiert (bis 1997); seine ersten Rollen dort waren der Fernando und der Bastien in Mozarts „Così fan tutte“ und „Bastien und Bastienne“. Zugleich erhielt er Gastrollen an der Oper Bonn und anderen großen Häusern.
Als Lothar Odinius 1997 im Rahmen der Salzburger Festspiele auftrat, wurde er von dem Dirigenten Claudio Abbado entdeckt und für eine konzertante Produktion der Oper Fierrabras in Berlin verpflichtet. In der Folgezeit trat er u. a. bei den Festspielen von Ludwigsburg, Rheingau, Schwetzingen und Schleswig-Holstein auf. An der Königlichen Oper Kopenhagen sang er 1999 den Charles Lindbergh in der Schuloper „Der Flug der Lindberghs“ von Paul Hindemith, Elisabeth Hauptmann und Bertolt Brecht sowie am Landestheater Mecklenburg den Fenton in Otto Nicolais „Lustigen Weibern von Windsor“.
Große internationale Beachtung errang Lothar Odinius, als er im August 2000 unter Franz Welser-Möst in der Royal Festival Hall London und im Oktober unter András Schiff bei den Proms in der Royal Albert Hall auftrat. Im Sommer 2001 folgten – ebenfalls unter András Schiff – Aufführungen von „Così fan tutte“ beim Edinburgh Festival. Daneben gab und gibt er in Deutschland wie auch in vielen anderen Ländern regelmäßig Liedrezitals u. a. mit Pianisten wie Ulrich Eisenlohr, Helmut Deutsch, Burkhard Kehring oder Thomas Seyboldt.
Die zahlreichen europaweiten Konzertverpflichtungen als Sänger führten ihn mit Dirigenten wie Frieder Bernius, James Conlon, Ádám Fischer, Dietrich Fischer-Dieskau, Wolfgang Gönnenwein, Enoch zu Guttenberg, Nikolaus Harnoncourt, Thomas Hengelbrock, Philippe Herreweghe, Ton Koopman, Salvador Mas i Conde, Helmuth Rilling, Michael Sanderling, Morten Schuldt-Jensen, Carl St. Clair und Bruno Weil zusammen.
Neben Oper und Lied ist das weltliche und geistliche Oratorium der dritte gleichrangige Schaffensschwerpunkt von Lothar Odinius. So ist der Tenor u. a. ein international gefragter Evangelist in den beiden Passionen Johann Sebastian Bachs, aber auch klassische, romantische und moderne Oratorien wie Ludwig van Beethovens Missa solemnis, Felix Mendelssohn Bartholdys Elias oder Tom Johnsons „Bonhoeffer-Oratorium“ (1992) befinden sich in Odiniusʼ Repertoire.
In Ausweitung seiner internationalen Tätigkeit debütierte Lothar Odinius 2009 bei der Canadian Opera Company in Igor Strawinskys Opernballett „Renard“ und der Oper Le Rossignol sowie an der Opéra National de Paris als Arbace in Mozarts Idomeneo. Im September 2010 folgte sein Debüt am Royal Opera House in Covent Garden/London mit Agostino Steffanis „Niobe“ als Tiberino; in derselben Produktion war er anschließend in Luxemburg zu hören und zu sehen. Auch als Tamino in Mozarts „Zauberflöte“ trat Odinius wiederholt am Royal Opera House in Covent Garden sowie an der Oper Köln auf. 2011 führte ihn ein Gastspiel mit der Canadian Opera Company in Strawinskys „Renard“ und „Le Rossignol“ an die Brooklyn Academy of Music in New York und an die Opéra National de Lyon, wohin er 2013 auch als Flamand in der Oper „Capriccio“ von Richard Strauss sowie im Januar 2015 in der Titelpartie von Mozarts „Idomeno“ verpflichtet wurde. Im Sommer 2011 debütierte Lothar Odinius bei den Bayreuther Festspielen als Walther von der Vogelweide in Sebastian Baumgartens Neuinszenierung des „Tannhäuser“ unter der musikalischen Leitung Thomas Hengelbrock. 2013–2015 sang Odinius auf dem Grünen Hügel auch den Froh im Rheingold unter Kirill Petrenko. In Antwerpen und Gent sang er 2016 erneut die Titelpartie in Mozarts „Idomeneo“ und 2018 überdies den Tito in Mozarts „La clemenza di Tito“.
Lothar Odinius leitet eine Gesangsklasse an der Hochschule für Musik Carl Maria von Weber Dresden und gibt seine Erfahrungen zudem an Studierende in Meisterkursen und Gesangsworkshops in Deutschland und vielen anderen Ländern weiter.

## Rezeption
Sowohl die Live-Darbietungen als auch die Einspielungen von Lothar Ordinius finden bei der Musikkritik ein positives Echo: Exemplarisch für die Würdigungen zahlreicher Printmedien stehen die Rezensionen der Westdeutschen Allgemeinen Zeitung, die Odiniusʼ „strahlkräftigen, klaren Tenor“ hervorhebt und der Berliner Morgenpost, die Odinius als „Kaiser im Koloraturengewitter“ bezeichnet. Stellvertretend für positive Resonanz der Online-Musikportale können Olyrix (Paris) und „Musik in Dresden“ zitiert werden, welche die „klare und gut sitzende“ („Sa voix claire et … bien ancrée“) bzw. die „elastische wie charaktervoll grundierte Tenorstimme“ des Sängers loben.
Negative Kritiken – wie etwa jene der NZZ, die Odinius in der Rolle des Alfonso in Franz Schuberts „Alfonso und Estrella“ 2021 bescheinigte, „dieser Partie nicht gewachsen“ zu sein oder jene des Online Musik Magazins OMM, die bei Odiniusʼ Interpretation des Loge in Wagners „Rheingold“ am 1. September 2018 am Staatstheater Kassel „einige Unsicherheiten“ ausmachte, die „unüberhörbar“ gewesen seien – sind gegenüber dem erheblich überwiegenden positiven Presseecho die Ausnahme.

## Auszeichnungen
- 1995 Preisträger des Orpheus-Preises für Nachwuchssänger der Opernfestspiele Bad Hersfeld[22]

## Diskografie
- „Carl Orff: Trionfi“ (EMI-Electrola: 1996)[23]
- „Carl Orff: Catulli carmina / Trionfo di Afrodite“ (EMI-Electrola 1996)[24]
- „Johann Sebastian Bach: Geschwinde, ihr wirbelnden Winde“ (Hänssler Classic 1997)[25]
- „Niccolò Jommelli: Vologeso“ (Orfeo 1998)[26]
- „Franz Schmidt: Das Buch mit Sieben Siegeln“ (EMI-Electrola 1998/2004)[27]
- „Johann Sebastian Bach: The contest between Phoebus & Pan (Der Streit zwischen Phoebus und Pan)“ (Hänssler Classic 1999)[28]
- „Johann Sebastian Bach: Johannespassion“ (BMG Ariola 1999)[29]
- „Joseph Haydn: Die Schöpfung“ (Farao-Musikproduktion 1999)[30]
- „Pierrot: Ein Clown hinter den Masken der Musik “ (Rainer Kahleyss 2001)[31]
- „Alexander von Zemlinsky: Der Traumgörge“ (EMI-Electrola 2001)[32]
- „Tom Johnson: Bonhoeffer Oratorium“ (Bla Bla Musikverlag 2003)[33]
- „Franz Lehár: Der Sterngucker “ (Cpo 2004)[34]
- „Wolfgang Amadeus Mozart: Messe c-Moll“ (Hänssler Classic 2005)[35]
- „Felix Mendelssohn-Bartholdy: Der Onkel aus Boston“ (Hänssler Classic 2005)[36]
- „Johann Sebastian Bach: Mass in B minor (H-Moll-Messe)“ (Hänssler Classic 2006)[37]
- „Heitor Villa-Lobos: Sinfonien (Nr. 10)“ (Cpo 2007)[38]
- „August Enna: Heiße Liebe“ (Cpo 2007)[39]
- „Johann Sebastian Bach: Johannespassion“ (Sony BMG Music Entertainment 2008)[40]
- „Joseph Haydn: Wind band mass (Harmoniemesse)“ (Hänssler Classic 2009)[41]
- „Georg Friedrich Händel: Judas Maccabaeus“ (Deutsche Harmonia Mundi 2010)[42]
- „Carl Philip Emanuel Bach: Magnificat“ (Helikon Harmonia Mundi 2014)[43]
- „Joseph Haydn: Die Schöpfung“ (querstand 2016)[44]
- „Felix Mendelssohn-Bartholdy: Elias“ (Deutsche Harmonia Mundi 2016)[45]
- „Johann Sebastian Bach: Johannespassion“ (Les Musiciens du Louvre 2017)[46]
- „Johann Strauss: Eine Nacht in Venedig“ (Cpo 2019)[47]